# Brion (Yonne)
Brion é uma comuna francesa na região administrativa de Borgonha-Franco-Condado, no departamento de Yonne. Estende-se por uma área de 16,50 km². Em 2010 a comuna tinha 642 habitantes (densidade: 38,9 hab./km²).